# Orion (magyar vállalat)
Az Orion a magyar elektronikai ipar egyik meghatározó vállalata volt. Elődjének a Kremeneczky János által 1913-ban alapított Magyar Wolframlámpagyár tekinthető. A második világháború előtt s után az Orion rádiók nemzetközi hírnévre tettek szert. 1942-ben az egész világ rádióexportjának mintegy 25-30%-át az Orion bonyolította le, s a világ sok országában gyártottak Orion-licenc alapján rádiókat. Az Orion 1923-tól gyártott rádiócsöveket s 1925-től rádiókat, 1955-től pedig tévékészülékeket. A vállalat 1997 óta a szingapúri Thakral Csoport tulajdonában van.

## Története

### Kezdetektől a II. világháborúig
A vállalat elődjének a Kremeneczky János által 1913-ban alapított Magyar Wolframlámpagyár tekinthető. 1917-ben az Egyesült Izzó részesedést vásárolt a gyárban. Kremeneczky 1924-ben új céget alapított Orion Villamossági Rt. néven, majd a két vállalatot, az Egyesült Izzó kivásárlásával 1926-ban Magyar Wolframlámpa Kremeneczky János Rt. néven egyesítette. 1931-ben az Egyesült Izzó az egész vállalatot felvásárolta.
A gyár két fő profilja az 1925-ben indult rádiógyártás és az üveg- és vákuumtechnikai termékek (ampullák, termoszok) gyártása volt. Az Orion műszerosztálya által gyártott szignálgenerátorok, oszcilloszkópok és impulzusgenerátorok igen jó szolgálatot tettek mind a hazai iparnak, mind exportviszonylatban is. Az Egyesült Izzó befektetésének köszönhetően a rádiógyártás hamar felfutott és igen jelentős volt az export.

### A második világháború után, 1956-ig
A gyár Budapest ostromát kisebb veszteségekkel túlélte, így a gyártás hamar megindulhatott, nagyrészt jóvátételre. 1950-ben már sokkal több készüléket kellett volna szállítani, mint amennyit az Orion kis létszámú műszerosztálya elő tudott állítani. Az év tavaszán pár mérnök, technikus és munkás magára vállalta, hogy az Orionból kiválva a hazai műszeripar keretein belül megteremti a korszerű elektronikus készülékek sorozatgyártásának alapját. Az új gyár alapítását az Amerikai Egyesült Államokból hazatért Striker György villamosmérnök javasolta, aki a gyár első főmérnöke lett. A Népgazdasági Tanács határozata alapján új gyárat kellett létesíteni, 1950. július 1-jével. Ez lett az Elektronikus Mérőkészülékek Gyára.
1965-től a professzionális híradástechnikai termékek termelésének bővítéséért az Orionban a rádiógyártást kifuttatták, s azt a Videoton gyárban koncentrálták.
Pár főbb rádiótípusok, amit az Orion gyártott:
22, 115, 130, 155, 221, 228, 233, 255, 301, 302, 303, 309, 313, 320, 321, 322, 323, 325, 331, 344, 355, 411, 418, 420, 442, 444, 449, 450 (iskolarádió), 511, 602, 604, 612 (a legendás Pacsirta), 701, 779, 812, 844, 846

### A televíziók
1956 után az ország vezetése a közhangulat javítása érdekében fontosnak tartotta a tévéadás megindítását. A kőbányai Jászberényi úti Orion gyár kapta feladatul a hazai vevőkészülék-gyártás megindítását. Rohamos fejlesztőmunka eredményeként született meg az első hazai gyártású tévékészülék, az Orion AT501.
A vállalat igazgatója 1956–1964 közt Berceli Béla volt. Az ’70-es évektől a mikroelektronikai gyár jelentős gazdasági tényezővé vált.
A gyár márkaszervizt is létesített a Lenin krt. 82. (ma Teréz krt. 24.) alatt.

### A rendszerváltás után
A rendszerváltás után az Oriont az elsők közt magánosították az ’90-es évek elején.
A cég 1997 óta a szingapúri Thakral Csoport tulajdonában van.

## Képtár

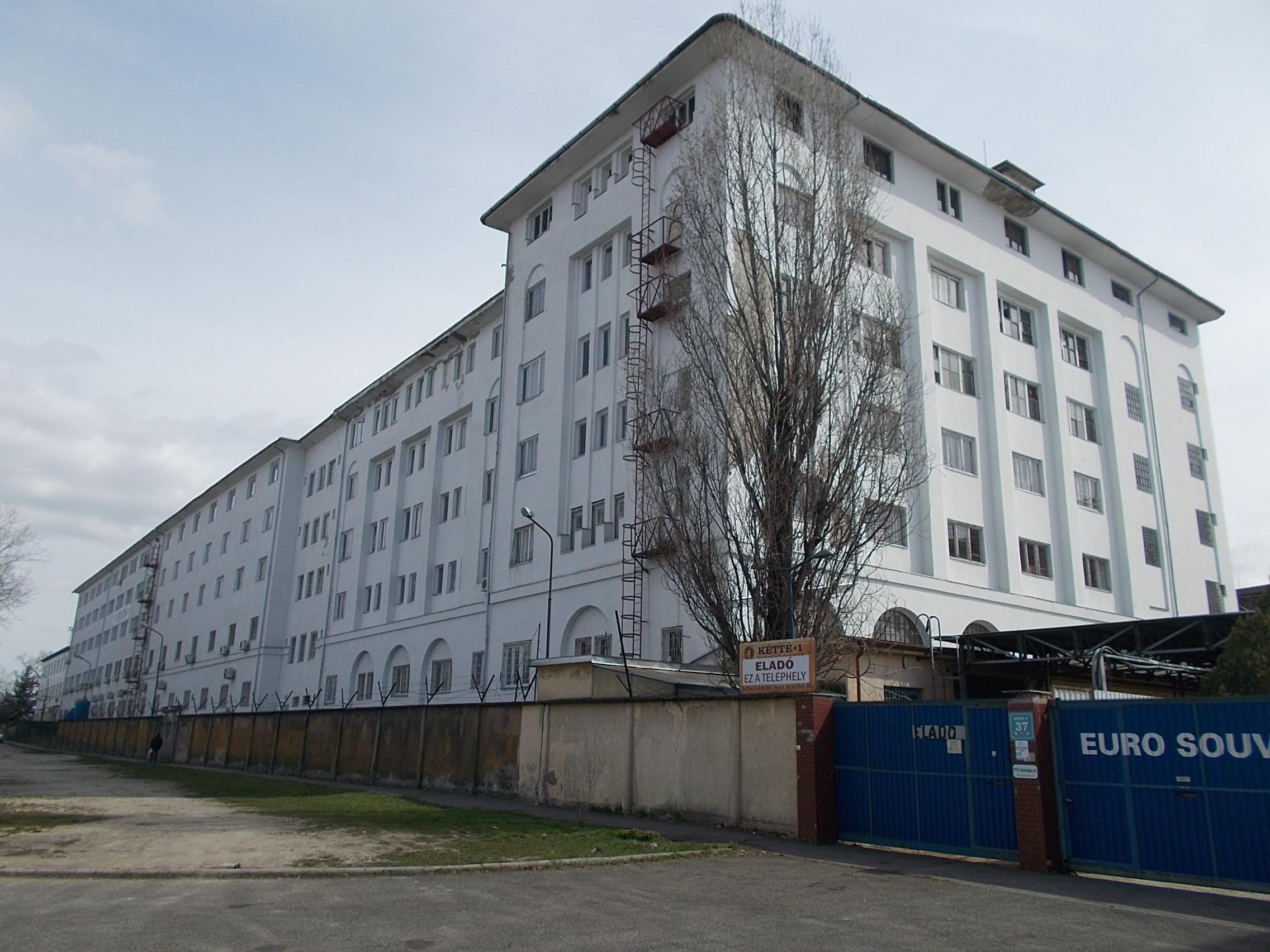
Gyárépület
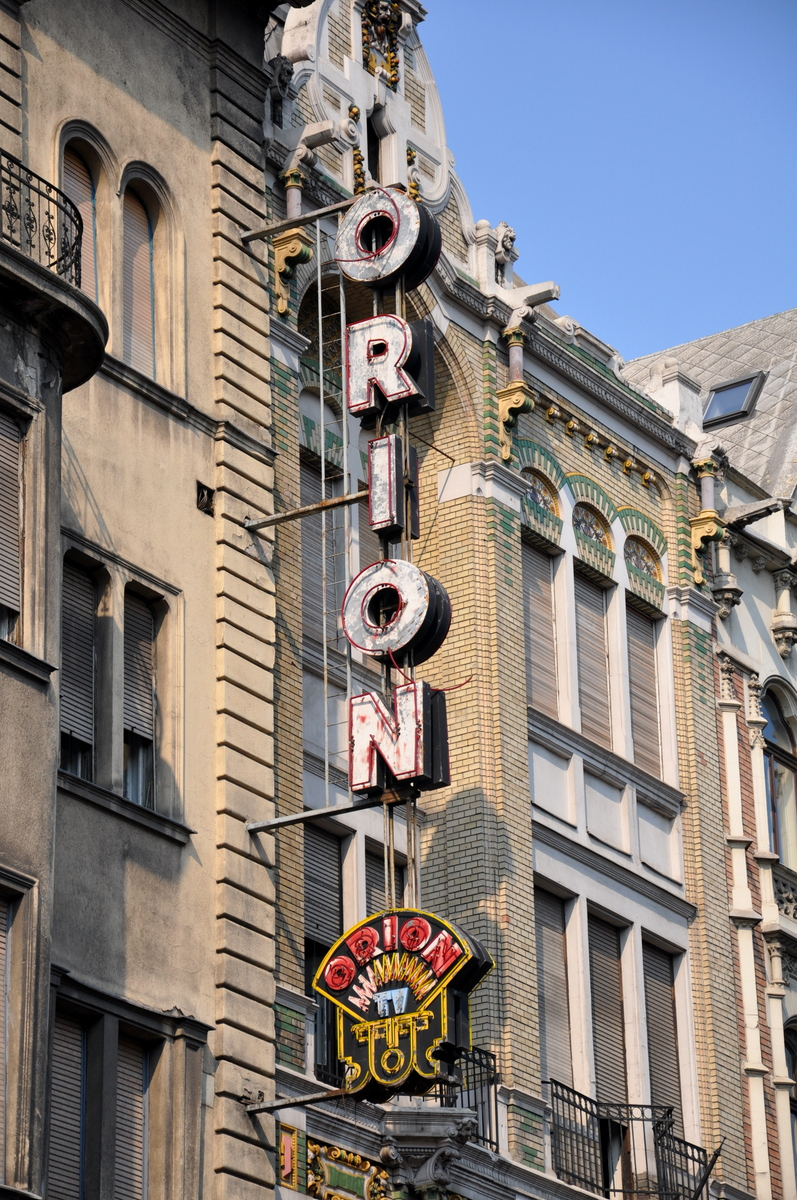
Neonreklám a Budapest-belvárosi Kossuth Lajos utcában
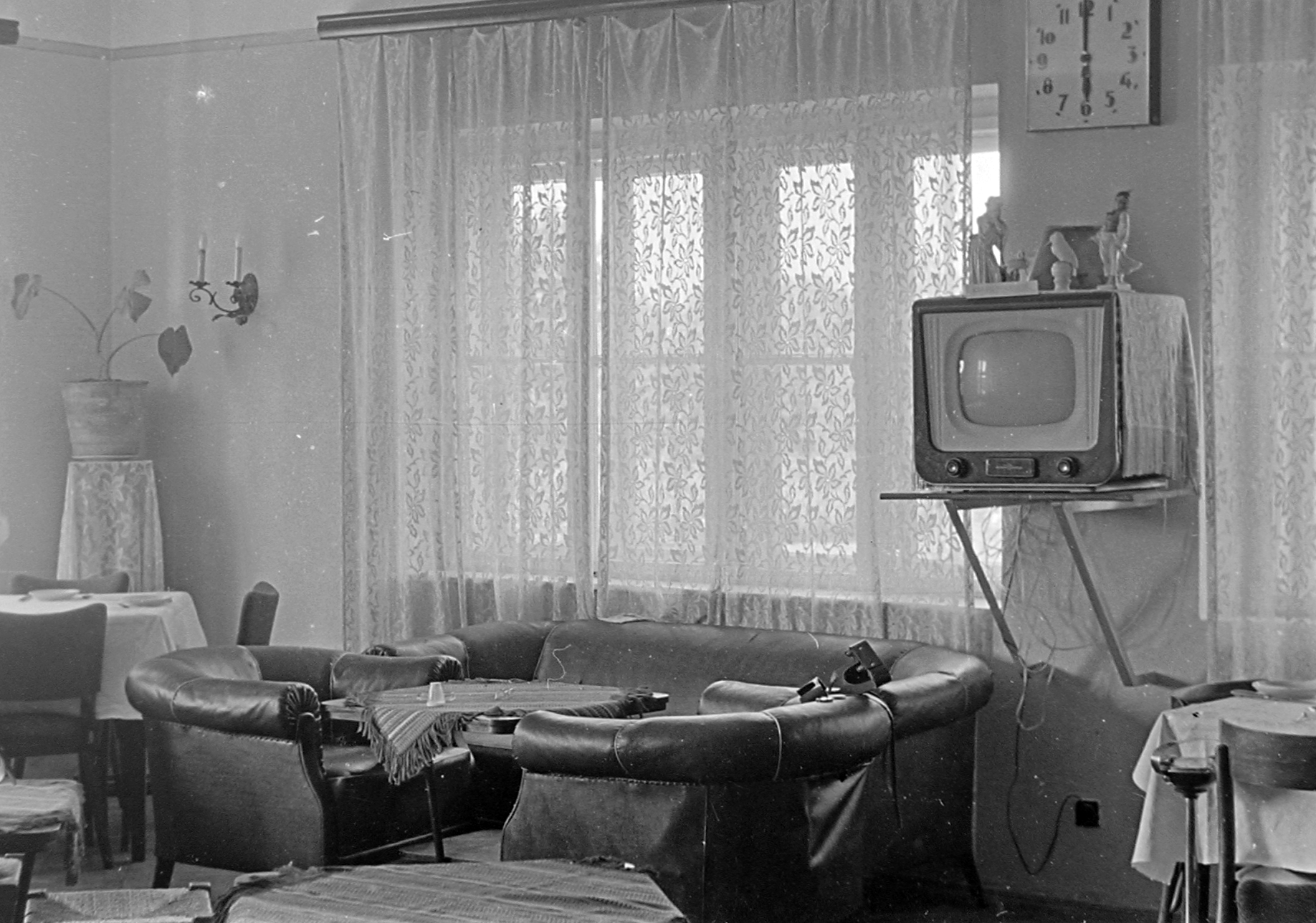
Orion AT501 televíziókészülék (1959)
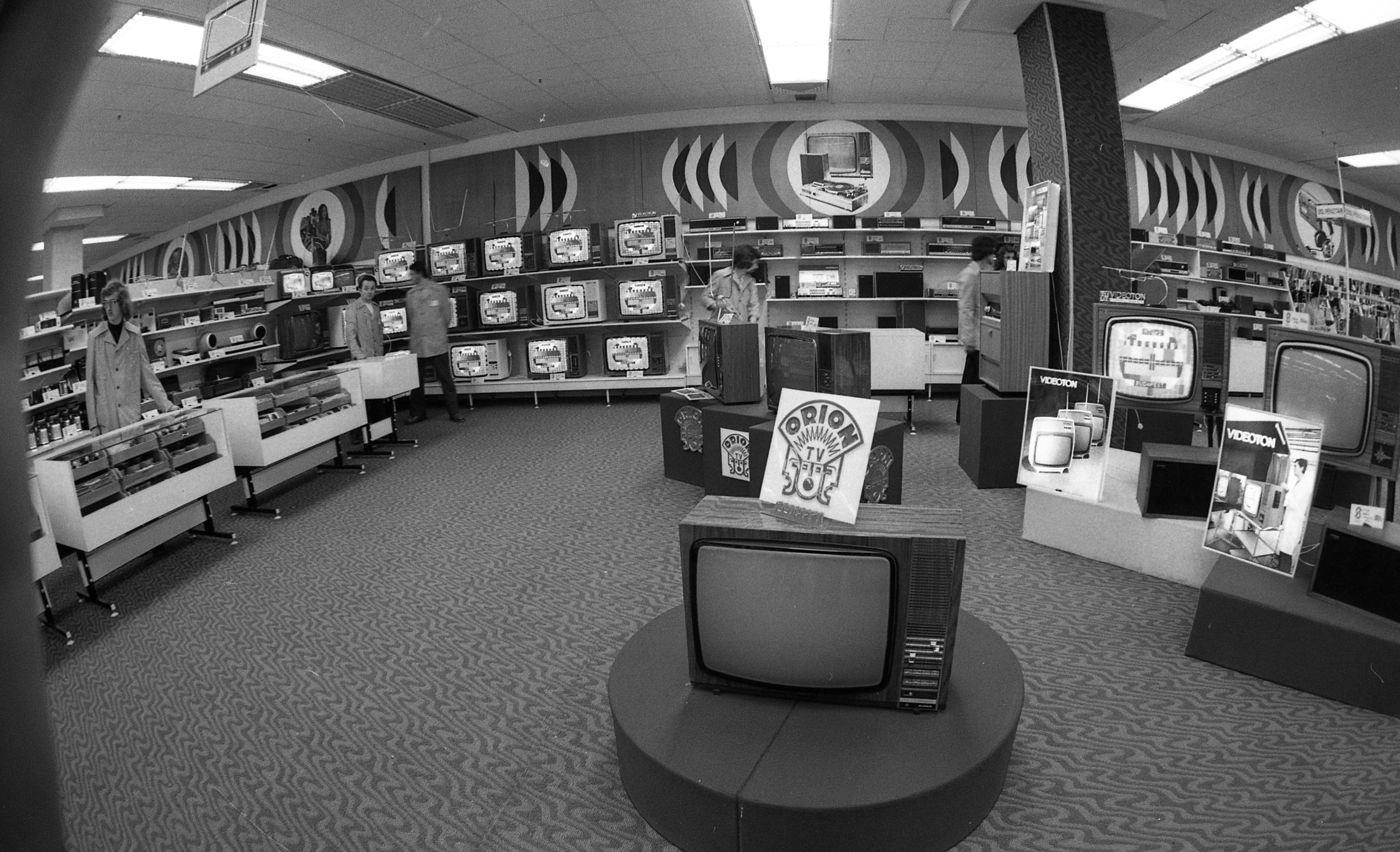
Orion televíziók a Skála Budapest Nagyáruház eladóterében a megnyitásakor, 1976-ban
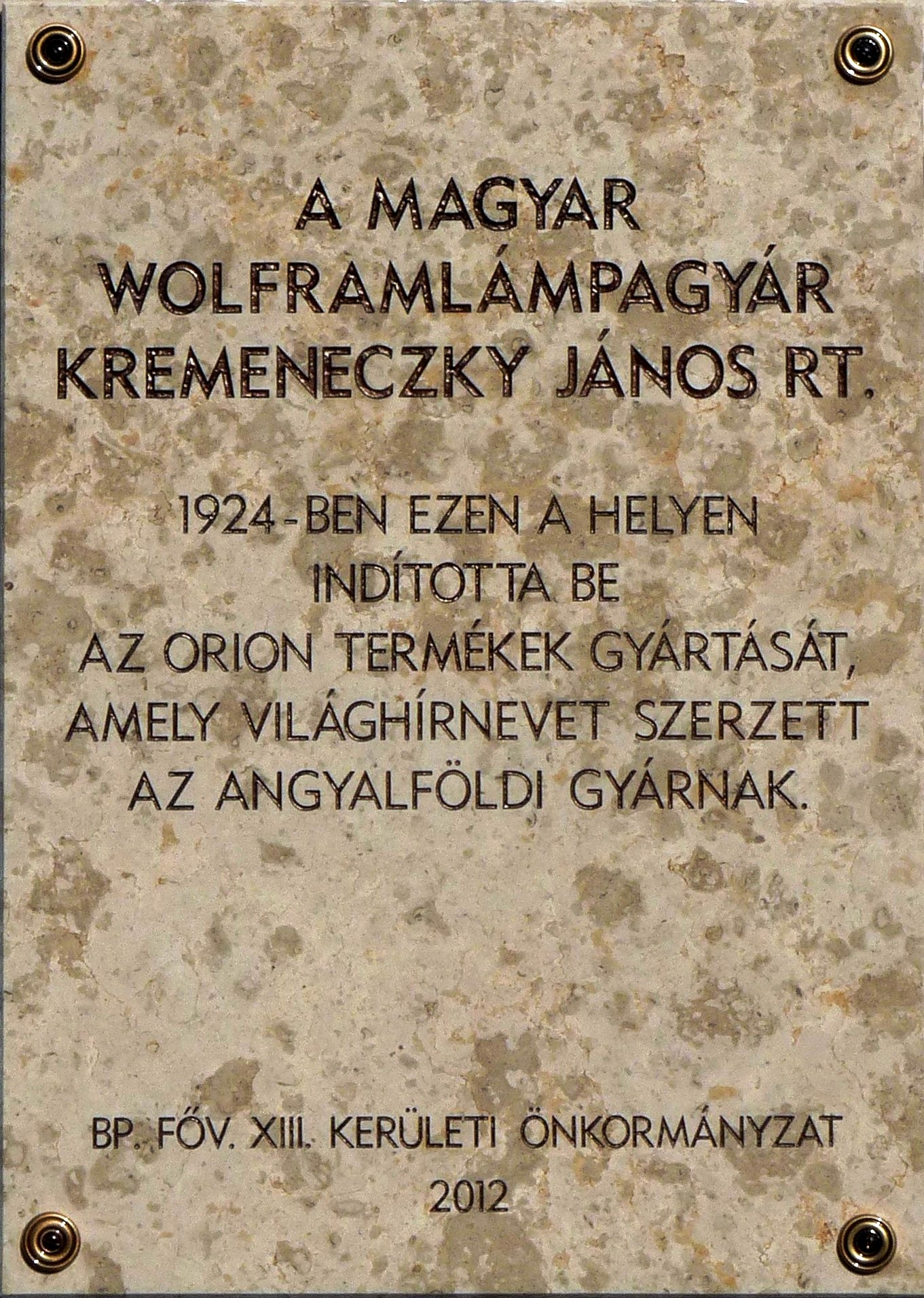
A Magyar Wolframlámpagyár Kremeneczky János Rt. emléktáblája az egykori angyalföldi üzem helyén emelt épületen. Budapest XIII., Váci út 99.
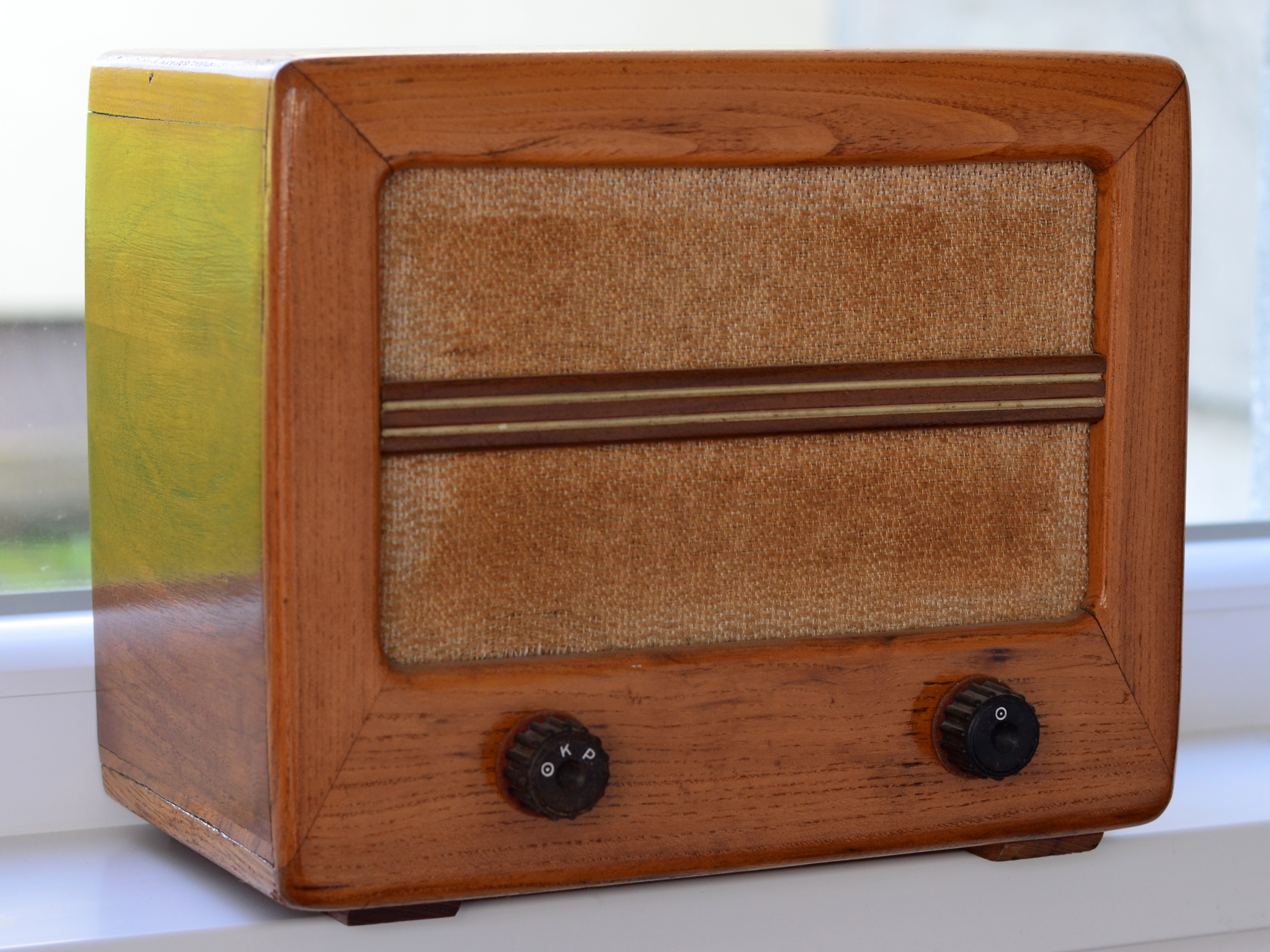
Orion 115A - fadobozos "Rákosi Néprádió"
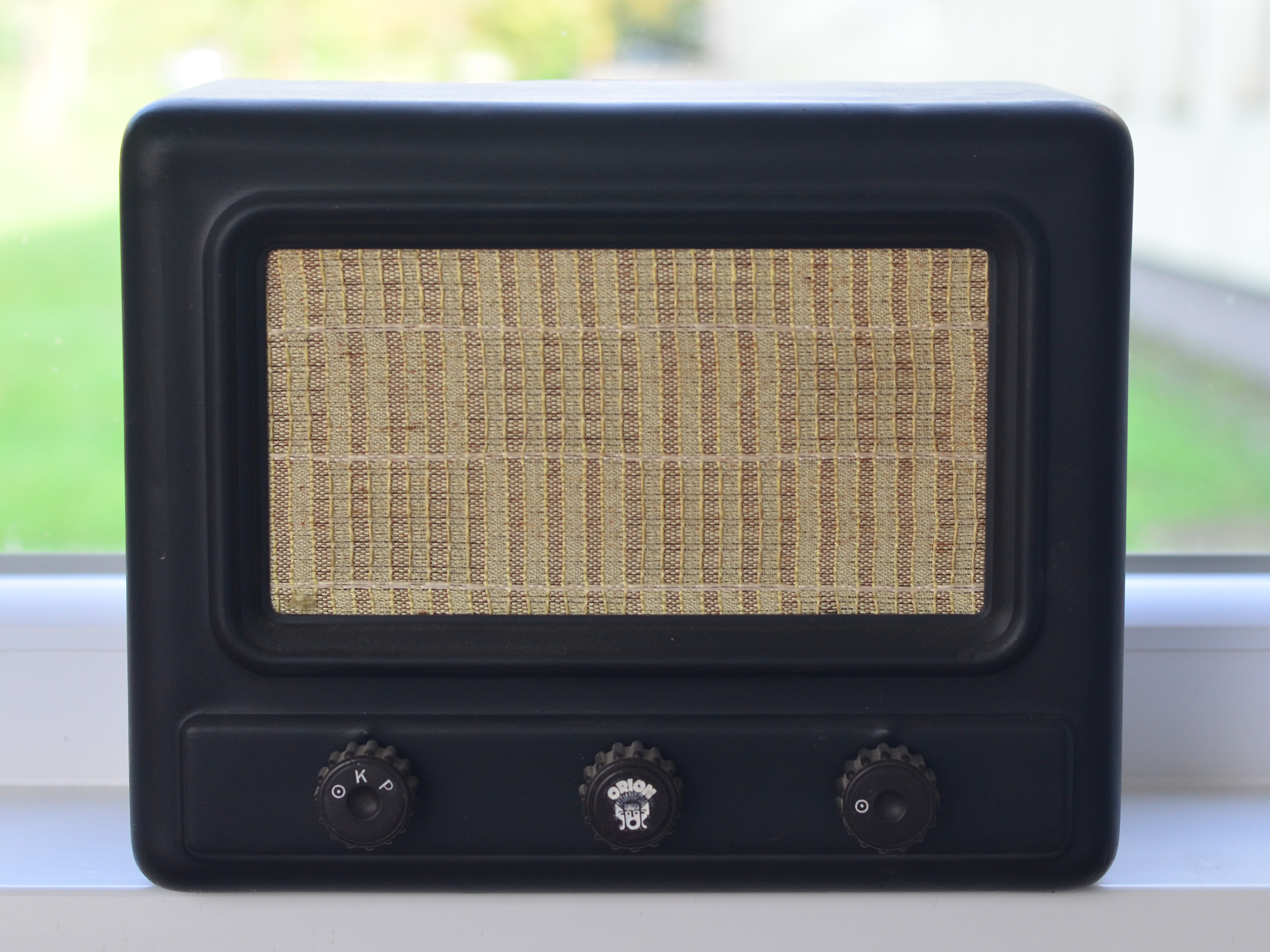
Orion 313 - alumínium dobozos "Rákosi Néprádió
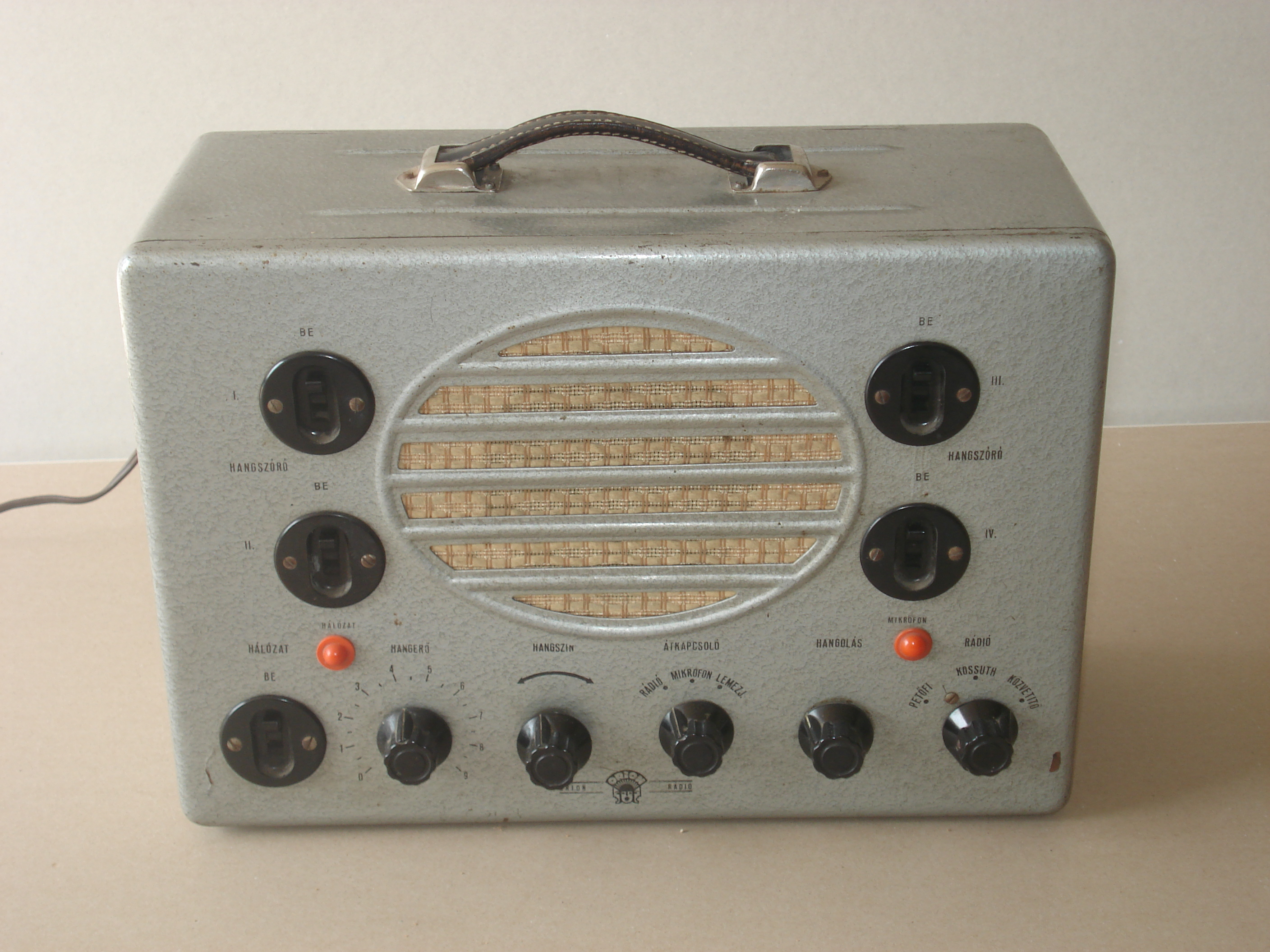
Orion 450M típusú iskolarádió